# Peet's Coffee
Peet's Coffee è una torrefazione e rivenditore di caffè speciali con sede nella Baia di San Francisco di proprietà di JAB Holding Company. Fondata nel 1966 da Alfred Peet a Berkeley, in California, Peet's ha introdotto negli Stati Uniti il suo caffè Arabica tostato più scuro in miscele che includono French Roast e gradi appropriati per le bevande espresso. Peet's offre chicchi appena tostati, caffè preparato e bevande espresso, oltre a birra fredda in bottiglia. Nel 2007, Peet's ha aperto la prima torrefazione LEED Gold Certified negli Stati Uniti. Il caffè di Peet è venduto in oltre 14.000 negozi di alimentari negli Stati Uniti.

## Storia
Alfred Peet è cresciuto nei Paesi Bassi, dove suo padre possedeva e gestiva un commercio all'ingrosso di caffè e un macinacaffè in grani. Nel 1938, all'età di 18 anni, si trasferisce a Londra dove diventa impiegato dalla compagnia di caffè e tè Twinings. Trascorse anche del tempo in Nuova Zelanda e Indonesia prima di trasferirsi a San Francisco nel 1955 dove ha lavorato per un importatore di caffè e tè.
Nel 1966, Peet ha aperto il primo "Peet's Coffee, Tea & Spices" a Berkeley, in California, in Vine Street, vicino al campus dell'Università della California, a Berkeley. Inizialmente vendeva chicchi di caffè, non tazze di caffè. I suoi chicchi di caffè venivano tostati a mano in piccoli lotti. Peet voleva portare un caffè migliore sul mercato americano e divenne noto come "il padrino del caffè gourmet negli Stati Uniti".
Peet ha venduto la sua attività a Sal Bonavita nel 1979, ma ha continuato a lavorare con l'azienda come acquirente e consulente di caffè fino al 1983. Nel 1984, Jerry Baldwin, uno dei fondatori di Starbucks, ha acquistato le quattro sedi di Peet da Sal Bonavita. Nel 1987, Baldwin ei suoi co-investitori di Starbucks hanno venduto Starbucks per concentrarsi su Peet's. Howard Schultz, il nuovo proprietario di Starbucks, ha stipulato un accordo di non concorrenza di quattro anni nella Bay Area.
Nel 2001, la società è stata costituita come Peet's Coffee and Tea Company e ha avuto la sua offerta pubblica iniziale. La società è stata quotata al Nasdaq con l'indice PEET e 3,3 milioni di azioni sono state vendute a $ 8 per azione. Le azioni sono salite a $ 9,38 e la società ha raccolto $ 26,4 milioni.
Peet's ha aperto una torrefazione ad Alameda nel 2007. Questa nuova sede ha sostituito le precedenti operazioni a Emeryville, in California, ed è la prima torrefazione LEED Gold Certified della nazione.
Nel 2012, Peet's è stata acquistata da JAB Holding Company per 977,6 milioni di dollari, o 73,50 dollari per azione.
Nell'agosto 2014, Peet's ha acquisito Mighty Leaf Tea, un marchio di tè speciali con sede nella Bay Area, in collaborazione con Next World Group. Nell'ottobre 2015 è stato annunciato che Stumptown Coffee Roasters sarebbe diventata una consociata interamente controllata di Peet's. Più tardi nello stesso mese, Peet's ha annunciato che stava acquisendo una quota di maggioranza in Intelligentsia Coffee & Tea con sede a Chicago.
Nel dicembre 2016, Peet's ha annunciato che stava costruendo una seconda torrefazione a Suffolk, in Virginia. La struttura di 175.000 piedi quadrati è costata 58 milioni di dollari ed è stata aperta nel 2018.
Nel 2020, Peet's Coffee si è fusa con Jacobs Douwe Egberts, un'altra azienda di caffè di proprietà di JAB Holding, per formare JDE Peet's che sarebbe diventata proprietaria della catena Peet's Coffee. Il 29 maggio dello stesso anno, JDE Peet's ha raccolto $ 2,5 miliardi portando la società in borsa alla borsa valori Euronext di Amsterdam in un accordo che ha valutato la società a $ 17,3 miliardi.

## Diffusione

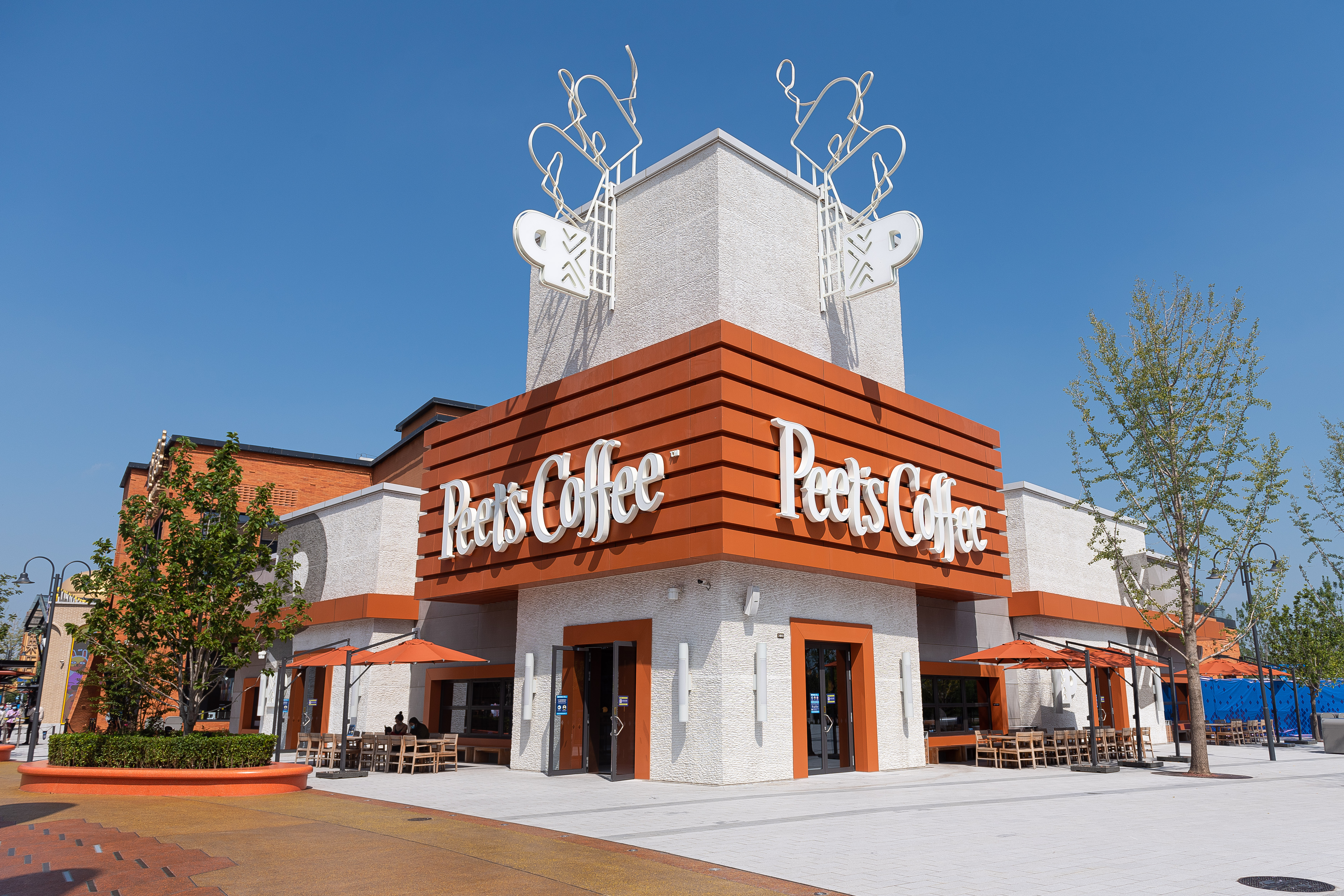
Peet's Coffee a Pechino.

Dal il 2018, Peet's gestisce oltre 200 punti vendita in 11 stati: California, Washington DC, Virginia, Tennessee, Nevada, Washington, Oregon, Colorado, Illinois, Massachusetts e Maryland e si è espansa in Cina, aprendo una sede in Shanghai.
Peet's precedentemente operava in Pennsylvania, Ohio e Michigan, ma Peet's ha chiuso questi negozi nel 2014 per concentrarsi sulle aree in cui sta crescendo.
A dicembre 2016, il caffè Peet's è stato venduto in 14.000 negozi di alimentari, università e grossisti negli Stati Uniti. All'epoca avevano più di una dozzina di bar a Chicago e Boston, nonché 23 nell'area di Washington DC.

## Partnership autorizzate
Peet's ha punti vendita in molti centri di transito, inclusi diversi aeroporti come l'Aeroporto William P. Hobby, l'aeroporto di Houston-George Bush, l'aeroporto di Reno-Tahoe, l'aeroporto John F. Kennedy, l'aeroporto di Filadelfia, l'aeroporto di Sacramento, l'aeroporto di Phoenix-Sky Harbor, l'aeroporto di Hollywood Burbank e tutti e tre i principali aeroporti della San Francisco Bay Area.
Nel 2003, il primo bar Peet's a servizio completo in un campus universitario è stato aperto all'interno dell'edificio del Clark Center presso la Stanford University. Il caffè di Peet è attualmente servito anche in tutti i ristoranti di Stanford. Nel 2005, la UC Berkeley ha aperto il proprio franchising Peet's nel campus di Dwinelle Hall e come ristorante del campus vicino alla sala da pranzo esistente. Allo stesso modo, nel 2009, sono stati aperti bar presso la UW-Madison Memorial Union, la Villanova University e la UC San Diego.
Peet's ha donato $ 250.000 all'Università della California, Davis, per lanciare Coffee Center, un centro di ricerca dedicato a uno studio multidisciplinare sul caffè, nel settembre 2016. L'UC Davis è la prima università al mondo a dedicare un rigoroso focus accademico al caffè post-raccolta . Il programma ha collaborato con la Specialty Coffee Association of America per ottenere l'accesso a borse di studio e borse di studio per i futuri laureati. Nell'aprile 2017, Peet's ha firmato un accordo con il programma di partenariato universitario della UC Berkeley per aiutare a finanziare programmi per studenti tra cui borse di viaggio per studenti, borse di studio e opportunità di tirocinio retribuito.